# 2008年北京オリンピックのエストニア選手団
2008年北京オリンピックのエストニア選手団（2008ねんペキンオリンピックのエストニアせんしゅだん）は、2008年8月8日から8月24日にかけて中国の北京を主として開催された2008年北京オリンピックのエストニア選手団、およびその競技結果。

## 概要
今大会は金メダル1個、銀メダル1個、合計2個のメダルを獲得した。

## メダル
| メダル | 選手名                                  | 競技   | 種目             |
| ------ | --------------------------------------- | ------ | ---------------- |
| 金     | ゲルド・カンテル                        | 陸上   | 男子円盤投       |
| 銀     | トヌ・エンドレクソン ユーリ・ヤーンソン | ボート | 男子ダブルスカル |

## 水泳

### 競泳
- Danil Haustov（男子100m自由形）
- Martti Aljand（男子100m平泳ぎ・200m平泳ぎ）
- Vladimir Sidorkin（男子200m自由形）
- Andres Olvik（男子200m背泳ぎ）

## 柔道
- マルティン・パダル（男子100kg超級）